# Мерлин (премия)
Премия «Ме́рлин» (англ. Merlin Award) — популярное название премии, ежегодно присуждаемой Международным обществом иллюзионистов за достижения в области иллюзионного жанра.

## История
Премия «Мерлин» была основана в 1968 году и вручает её Тони Хассини, президент «МОИ». Награда считается одной из самых престижных в иллюзионном жанре и считается эквивалентом кинематографического «Оскара», музыкальной «Грэмми», телевизионной «Эмми» и театральной «Тони».
Своё название премия получила в честь волшебника Мерлина.
Дизайн и макет статуэтки разработал в 1968 году студент Нью-Йоркского университета — Карол Мишо (Carol Michaud).
Лауреатами премии становились многие известные иллюзионисты:
Гарри Блэкстоун (англ. Harry Blackstone), Даг Хеннинг (англ. Doug Henning), Чаннинг Поллак (англ. en:Channing Pollack ), Зигфрид и Рой (англ. en:Siegfried & Roy), Пенн и Теллер (англ. en:Penn & Teller), Дэвид Копперфильд (англ. en:David Copperfield), Крисс Энджел (англ. en:Criss Angel), Кевин Джеймс (англ. Kevin James), Джефф МакБрайд (англ. en:Jeff McBride) и многие другие.